# Tsjetsjenen
De Tsjetsjenen (Tsjetsjeens: Нохчий, Nokhçi, uitspraak: [no̞xtʃʼiː], Oud Tsjetsjeens: Нахчой, Nakhtçoy), historisch ook bekend als Kisti en Doerdzoeken, zijn een Noordoost-Kaukasische etnische groep van de Nakh-volkeren afkomstig uit de Noord-Kaukasus. De overgrote meerderheid van de Tsjetsjenen zijn moslim en wonen in Tsjetsjenië, een autonome republiek binnen de Russische Federatie.
Ze zijn etnisch gezien nauw verwant aan hun buurvolk, de Ingoesjen. De meeste Tsjetsjenen en Ingoesjen beschouwen elkaar als "broeders". Omdat er veel overeenkomsten zijn in taal en etnologie noemen beide volkeren zich Vaynakhen, wat ons volk betekent. Zij zien elkaar als één volk dat opgesplitst werd in twee republieken.
De Noord-Kaukasus is door de geschiedenis heen meerdere keren binnengevallen. Het geïsoleerde terrein en de strategische waarde die buitenstaanders hebben gehecht aan de door Tsjetsjenen bewoonde gebieden hebben veel bijgedragen aan het ethos van de Tsjetsjeense gemeenschap en het vormgeven van het nationale, krijgsgerichte karakter ervan. 
De Tsjetsjeense samenleving is grotendeels egalitair en georganiseerd rond autonome tribale lokale clans.

## Naam

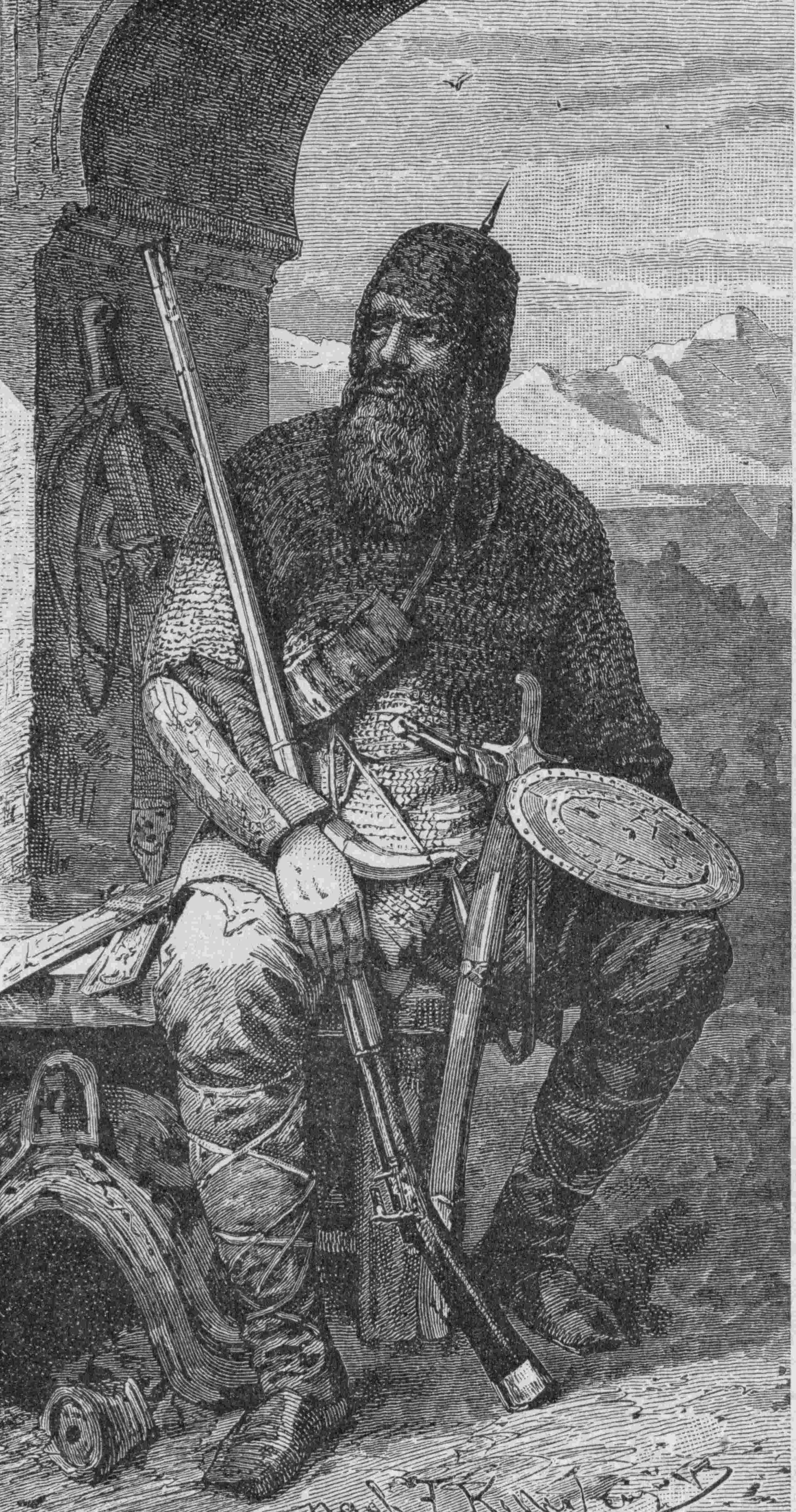
Tsjetsjeense strijder in maliënkolder (uit een Duits boek uit 1892 van Bernhard Langkabel)

Volgens de populaire traditie komt de Russische term Tsjetsjeens (Чеченцы) uit centraal Tsjetsjenië, waar verschillende belangrijke dorpen en steden vernoemd waren naar het woord Tsjetsjeen. Deze plaatsen omvatten Tsjetsja, Nana-Tsjetsja ("Moeder Tsjetsja") en Yokkh Tsjetsjen ("Groot-Tsjetsjen").  De naam Tsjetsjen komt eind 16e eeuw in Russische bronnen voor als "Tsjatsjana", dat wordt genoemd als een land dat eigendom is van de Tsjetsjeense prins Shikh Murza.  De etymologie is van Nakh-oorsprong en komt voort uit het woord Che ("binnen"), gekoppeld aan het achtervoegsel - cha/chan, dat geheel vertaald kan worden als "binnengebied". De dorpen en steden genaamd Tsjetsjan lagen altijd in Tsjetsjan-are ("Tsjetsjeense vlaktes"), gelegen in het hedendaagse centrale Tsjetsjenië.

Een andere verklaring stelt dat de naam is afgeleid van tsjetsjenit' sya; "geraffineerd praten".
Hoewel Tsjetsjan (Tsjetsjeens) een term was die door Tsjetsjenen werd gebruikt om een bepaald geografisch gebied (centraal Tsjetsjenië) aan te duiden, noemden Tsjetsjenen zichzelf Nakhchiy (hooglanddialecten) of Nokhchiy (laaglanddialecten). De oudste vermelding van Nakhchiy vond plaats in 1310 door de Georgische patriarch Cyril Donauri, die het 'volk van Nakhche' noemt onder Tushetians, Avaren en vele andere Noordoost-Kaukasische naties. De etymologie van de term Nakhchiy kan worden opgevat als een verbinding gevormd met Nakh ('mensen, volk') gehecht aan Chuo ('grondgebied') of Chiy ('man, persoon').

## Verspreiding

Verspreiding van Tsjetsjenen in Rusland, 2010

De Russische volkstelling van 2010 registreerde 1.431.360 etnische Tsjetsjenen, oftewel 1% van de Russische bevolking. Het overgrote deel van deze Tsjetsjenen, zo'n 1.206.551 personen, was woonachtig in Tsjetsjenië. Naast in Tsjetsjenië wonende Tsjetsjenen zijn er ook Tsjetsjenen in het district Chasavjoertski in Dagestan, het district Achmed in Georgië en in Ingoesjetië (18.645 personen). Ook bevinden zich groepen Tsjetsjenen in Moskou (14.524 personen), Stavropol (11.980 personen), Rostov aan de Don (11.449 personen), Volgograd (9.649 personen), Astrachan (7.229 personen) en Tjoemen (6.889 personen).
Buiten Rusland wonen aanzienlijke aantallen Tsjetsjenen in Kazachstan, Turkije en in aantal Arabische staten (vooral Jordanië en Irak). De Tsjetsjenen die in Irak en Jordanië wonen, zijn voornamelijk afstammelingen van families die Tsjetsjenië moesten verlaten tijdens de Kaukasische Oorlog, waarbij Tsjetsjenië rond 1850 door het Russische Keizerrijk werd geannexeerd. De Tsjetsjenen in Kazachstan, een groep van 32.894 personen, zijn (nakomelingen van) overlevenden van de etnische zuiveringen door Jozef Stalin en Lavrenti Beria in 1944.
Tienduizenden Tsjetsjeense vluchtelingen vestigden zich in de Europese Unie en elders als gevolg van de recente Tsjetsjeense Oorlogen, vooral na 2002. Alleen al in Frankrijk wonen naar schatting 67.000 Tsjetsjenen.

## Geschiedenis

### Oorsprong en ontstaan van de Vainachen
De oorsprong van de Tsjetsjenen en Ingoesjeten is tot op heden een mysterie. Ze kwamen misschien voort uit de Hurrieten, al is dit niet aangetoond uit archeologisch onderzoek. Toen Mitanni, het rijk van de Hurrieten werd veroverd door de Hettieten in 1335 v.Chr., vluchtten een aantal stammen van de Hurrieten naar de moeilijk begaanbare Kaukasus en vermengden zich daar met leden van de Kobancultuur. Hieruit zouden de Vainachen zijn ontstaan. Uit de vroeg-Vainachische tijd zijn afgodsbeelden en koerganen (grafheuvels uit de Koergancultuur: zie Koerganhypothese) teruggevonden.
In de klassieke oudheid en vroege middeleeuwen kwamen de Vainachen in contact met andere volken. Er was op dat moment een koninkrijk genaamd Sarir in de hoogten van de Kaukasus. In de vlaktes ten noorden van de Vainachen heersten de Alanen, die de Vainachen wilden onderwerpen en dat later ook deden. In de eeuwen daaropvolgend namen ze veel elementen van de Vainachcultuur over. Hierna kreeg de regio te maken met de Romeinen, Sassaniden, Arabische kalifaten, de Chazaren en verschillende nomadenstammen.
De Vainachen bewoonden de vlaktes ten noorden van de Kaukasus in vredestijd, maar in tijd van oorlog trokken ze zich terug naar de veilige bergen. Hier hadden ze een strategische positie, omdat verschillende handelsroutes door de Kaukasus liepen.

### Christendom en islam
Vanaf het begin van de tiende eeuw werden de Vainachen vanuit Georgië bekeerd tot het christendom. Naast kerken ontstonden toen ook veel nederzettingen en verdedigingswerken.
Vanaf de dertiende eeuw verdween het christendom echter weer geleidelijk. Kort daarna trokken de Mongolen door de Kaukasus om het Kievse Rijk aan te vallen en te veroveren. De Vainachen trokken zich toen weer terug in de bergen. Na de val van het rijk van de barbaarse Timoer Lenk, trokken ze weer naar de vlakten.
De Vainachen ontwikkelden langzamerhand een clanstructuur gebaseerd op 9 territoriale eenheden (Toekchoems), die werden onderverdeeld in clans (tejps) Hun aantal liep gedurende de geschiedenis op tot 130-150 clans nu, alhoewel sommige bronnen spreken over meer dan 300. Dit systeem is voor veel van hen nog steeds van belang.
Als reactie op onder andere de groeiende Russische invloed, werden de Tsjetsjenen en de Ingoesjen geleidelijk aan tussen de zeventiende en begin negentiende eeuw tot de islam bekeerd.

### Invloed van de Russen
De invloed van Rusland begon in dezelfde eeuw, toen Ivan IV de verschrikkelijke in 1559 de Kozakkenvesting Tarki vestigde in het huidige Dagestan. Tussen de Russen en de Vainachen lag nu alleen nog het islamitische rijk van de Krimtataren. Na de val van dit rijk in 1783 begonnen de Russen met de kolonisatie van de Noord-Kaukasus. Dit om toegang te hebben tot de Zwarte Zee en om af te rekenen met de voortdurende ontvoeringen van Russische inwoners uit gebieden dicht bij de bergvolken, die deze na ontvoering vaak als slaven verkochten.

### Tsaristisch Rusland
De oorlogen tegen de Tsjetsjenen resulteerden echter niet in sneller overwinningen voor de Russen. Vanaf 1785 werd onder sjeik Mansoer opgeroepen tot een "heilige oorlog" tegen de Russen. Deze werd in 1791 gevangengenomen en overleed enkele jaren later. Rond 1830 probeerden de Russen het opnieuw. Onder leiding van de Avaar imam Sjamil wisten de Tsjetsjenen de Russen tot staan te brengen van 1834 tot 1859, toen Sjamil was gevangengenomen. De Russen konden het gebied alleen veroveren door er meer dan 500.000 (kozakken)troepen heen te zenden en door grof geweld te gebruiken ("tactiek van de verschroeide aarde"). Zelfs toen hadden ze alleen nog maar de kernpunten, zoals de in 1810 opgerichte Kozakkenplaats Grozny (vernoemd naar tsaar Ivan Grozny; de verschrikkelijke) in handen. Van tijd tot tijd braken er opstanden uit, zoals van 1877 tot 1878, toen de Russisch-Turkse Oorlog woedde. Deze opstand werd neergeslagen. De inval van de Russen had ook tot gevolg dat veel Tsjetsjenen en andere bergvolken vluchtten naar het Ottomaanse Rijk. In plaats hiervan kwamen veel Kozakken en Armenen naar het gebied, die hun huizen en landerijen overnamen.

### Sovjetperiode
Na de Russische Revolutie probeerde sjeik Uzun Haji het emiraat Noord-Kaukasus te stichten, dat alle bergvolkeren zou moeten verenigen in een islamitische staat. Hij werd echter verslagen door het Witte Leger. Toen het Rode Leger vervolgens het gebied bezette, kregen de bergvolken in de geest van Lenin een eigen Sovjetrepubliek der Bergvolkeren. Hierbij werd de sharia en de adab weer toegestaan. Deze vrijheden werden echter geleidelijk weer afgenomen en in 1922 werd het Tsjetsjeense gebied omgezet in een autonome oblast om de volken beter onder de duim te kunnen houden en ze te kunnen collectiviseren. In de jaren 30 werden de Tsjetsjeense en Ingoesjetische gebieden samengevoegd tot Tsjetsjeens-Ingoesjetische ASSR.
Uit onvrede over de toegenomen marginalisatie van het volk, startte de Tsjetsjeense sjeik Hassan Izrailov in januari 1940 een guerrilla tegen de Russen. Na de bevrijding van Stalingrad nam Stalin wraak op het hele volk: Op 23 en 24 februari 1944 liet hij door Lavrenti Beria en zijn NKVD alle bergvolken (Tsjetsjenen, Balkaren, Ingoesjeten, Kalmukken, Karatsjaïers en Mesketen) deporteren naar Centraal-Azië. Het Tsjetsjeense volk kwam vooral terecht in oblast Karaganda in de Kazachse SSR. Tijdens de tocht erheen en de eerste jaren daarna kwam ongeveer 30% van de bevolking om het leven. Pas in 1957, na de dood van Stalin en Beria, mochten de Tsjetsjenen van Nikita Chroesjtsjov terugkeren naar hun gebied. Teruggekomen bleek vaak dat anderen hun huizen en gebied hadden ingenomen.

### Na 1990

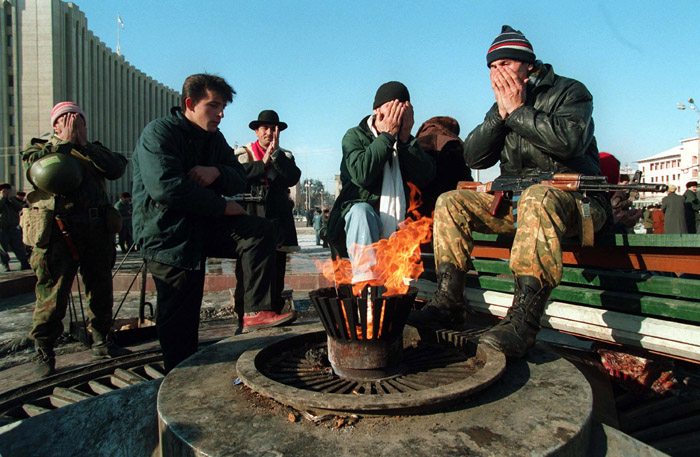
Biddende Tsjetsjeense strijders in Grozny tijdens de Eerste Tsjetsjeense Oorlog

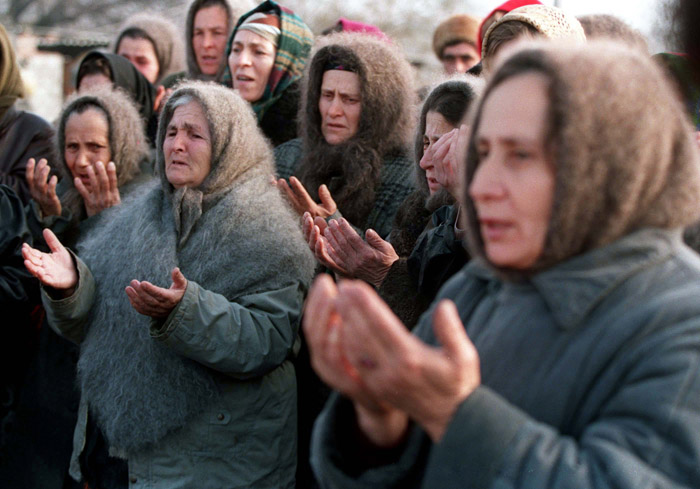
Biddende Tsjetsjeense vrouwen

De Tsjetsjenen probeerden na het uiteenvallen van de Sovjet-Unie opnieuw om onafhankelijk te worden. Onder ex-luchtmachtgeneraal Dzjochar Doedajev wordt op 4 november 1991 de Tsjetsjeense Republiek Ichkeria uitgeroepen. De Tsjetsjeens-Ingoesjetische ASSR werd hiermee ook verbroken. Ichkeria (waarmee het historische veilige hogere binnen(land) wordt bedoeld, waar de Tsjetsjenen zich konden terugtrekken bij gevaar) bestond in eerste instantie slechts 3 jaar. In 1994 trok het Russische leger op bevel van Boris Jeltsin het gebied binnen, nadat steeds meer ontvoeringen en bedreigingen van Russen worden gemeld in het gebied en nadat de Tsjetsjenen hun enige vertegenwoordiger Roeslan Chasboelatov kwijt waren geraakt, doordat deze de tegenpresident Aleksandr Roetskoj steunde in de Russische constitutionele crisis van 1993. De Eerste Tsjetsjeense oorlog verliep dramatisch voor zowel de Tsjetsjenen als de Russen. Het land en de economie werden platgelegd en veel plaatsen werden gebombardeerd.
De Russen verloren de oorlog uiteindelijk, nadat de Tsjetsjeense strijders onder leiding van Aslan Maschadov en Sjamil Basajev de stad Grozny hadden veroverd op het slecht gemotiveerde en slechtbewapende Russische leger. Op 31 augustus 1996 werd een verbond gesloten met de Russen en was het gebied de facto onafhankelijk. Het land werd, behalve door de Taliban, door geen enkel land erkend. Maschadov wist de presidentsverkiezingen in 1997 te winnen, maar wist het land niet te verenigen. Dit was overigens ook niet het geval onder Doedajev. Bovendien kreeg Maschadov in toenemende mate te maken met tegenstand van Basajev, die steeds meer beïnvloed werd door het radicale islamisme, vooral door Ibn ul Chattab. Samen zetten ze een trainingskamp op voor buitenlandse strijders en vielen in 1999 Dagestan aan, in een poging om het emiraat Noord-Kaukasus nieuw leven in te blazen.
De aanval mislukte volledig en stortte het land mede in de Tweede Tsjetsjeense oorlog. De Russen onder leiding van ex-KGB'er Vladimir Poetin namen het gebied opnieuw in met gebruik van veel artillerie en bombardementen, om een tweede mislukking te voorkomen. Na 2002 kwam het gebied weer een beetje tot rust, al blijven de opstandelingen rond Basajev, die werd gedood in 2006, tot een groot probleem voor het gebied. Basajev werd verantwoordelijk gehouden voor meerdere bomaanslagen, rampzalig verlopen gijzelingen en zelfmoordaanslagen (door door hem opgeleide smertnizy; zelfmoordterroristes). Russische troepen worden verder verantwoordelijk gehouden voor veel martelingen, verkrachtingen en moorden. De belangrijkste factor vormen echter de semi-officiële militaire eenheden rond premier Ramzan Kadyrov, die verantwoordelijk gehouden worden voor het merendeel van de moorden en martelingen. Veel Tsjetsjenen en het grootste deel van de Russen zijn voor het geweld gevlucht uit het gebied.
Kadyrov, die de president is van Tsjetsjenië, heeft het gebied anno 2006 omgevormd tot een semi-onafhankelijk gebied, dat op bijna alle politieke terreinen grotendeels een eigen beleid voert, zoals de invoering van de sharia. Hij geniet een grote populariteit onder een deel van de Tsjetsjenen, mede doordat hij in feite meer onafhankelijkheid van Rusland en stabiliteit in het gebied heeft weten te verkrijgen dan enig rebellenleider voor hem.

## Taal
De meeste Tsjetsjenen spreken Tsjetsjeens (verwant aan het Ingoesjetisch) en Batsisch.

## Religie
Veel Tsjetsjenen hangen de mystieke vorm van het soennisme; het soefisme aan. In de jaren 90 kwam het wahabisme op, dat vooral onder radicalen veel aanhang heeft verworven.